# Palinges
Palinges é uma comuna francesa na região administrativa da Borgonha-Franco-Condado, no departamento de Saône-et-Loire. Estende-se por uma área de 36.55 km². Em 2010 a comuna tinha 1 539 habitantes (densidade: 42,1 hab./km²).